# 夜会の軌跡 1989〜2002
『夜会の軌跡 1989〜2002』（やかいのきせき 1989から2002）は、2000年8月2日に発売された中島みゆきの夜会のダイジェスト集である。発売元はヤマハミュージックコミュニケーションズ。規格品番はYCBW-00008。

## 解説
1995年に「夜会展」で披露した「二隻（そう）の舟」、「夜会 1990」での「ふたりは」、「夜会 VOL.3 KAN（邯鄲）TAN」での「キツネ狩りの歌」「わかれうた」「ひとり上手」、「夜会 VOL.4 金環蝕」での「砂の船」、「夜会 VOL.5 花の色はうつりにけりないたづらにわが身世にふるながめせし間に」での「まつりばやし」、「夜会VOL.6 シャングリラ」での「黄砂に吹かれて」「思い出させてあげる」、「夜会VOL.7 2/2」での、「紅い河」「夜会VOL.8 問う女」での、「あなたの言葉がわからない」、「夜会VOL.10 海嘯」での「白菊」、「夜会VOL.11 ウィンター・ガーデン」での「ツンドラ・パード」「陽紡ぎ唄」「朱色の花を抱きしめて（メドレー）」「六花」、「夜会Vol.12 ウィンター・ガーデン」での、「街路樹」「氷脈」「記憶」の14曲で構成され、特典映像には、夜会オフショット・ギャラリーがあり、1989年から2002年までに開催された夜会をダイジェストで見ることがてきる。
特典映像の、夜会オフショット・ギャラリーでは、「海よ」が流れている。

## 収録曲
- 全作詞：中島みゆき
- 作曲：中島みゆき、後藤次利（黄砂に吹かれて）

1. 二隻の舟
2. ふたりは
3. キツネ狩りの歌〜わかれうた〜ひとり上手
4. 砂の船
5. まつりばやし
6. 黄砂に吹かれて〜思い出させてあげる
7. 紅い河
8. あなたの言葉がわからない
9. 白菊
10. ツンドラ・バード〜陽紡ぎ唄～朱色の花を抱きしめて
11. 六花
12. 街路樹
13. 氷脈
14. 記憶

〈特典映像〉夜会オフショット・ギャラリー